# Šport u 1972.
◄◄ | ◄ | 1969. | 1970. | 1971. | 1972.  | 1973. | 1974. | 1975. | ► | ►►
Arhitektura • Astronautika • Astronomija • Biologija • Film • Fotografija • Glazba • Kazalište • Kemija • Kiparstvo • Knjige • Književnost • Kršćanstvo • Meteorologija • Medicina • Planinarstvo • Politika • Pravo • Promet • Slikarstvo • Strip • Šport • Televizija • Znanost • Zrakoplovstvo • Željeznički promet
Šport u 1972.

## Svijet

### Natjecanja

#### Svjetska natjecanja
- Od 26. kolovoza do 11. rujna – XX. Olimpijske igre – München 1972.

#### Kontinentska natjecanja

##### Europska natjecanja
- Od 14. do 18. lipnja – Europsko prvenstvo u nogometu u Belgiji: prvak SR Njemačka

## Vanjske poveznice
|  | Zajednički poslužitelj ima još gradiva o temi Šport u 1972. |